# مردم لو
مردم لو (لائو: ລື້) یک گروه قومی در چین، تایلند، لائوس، میانمار و ویتنام هستند. آن‌ها به زبان‌های تای جنوب غربی صحبت می‌کنند.